# Dick Van Patten

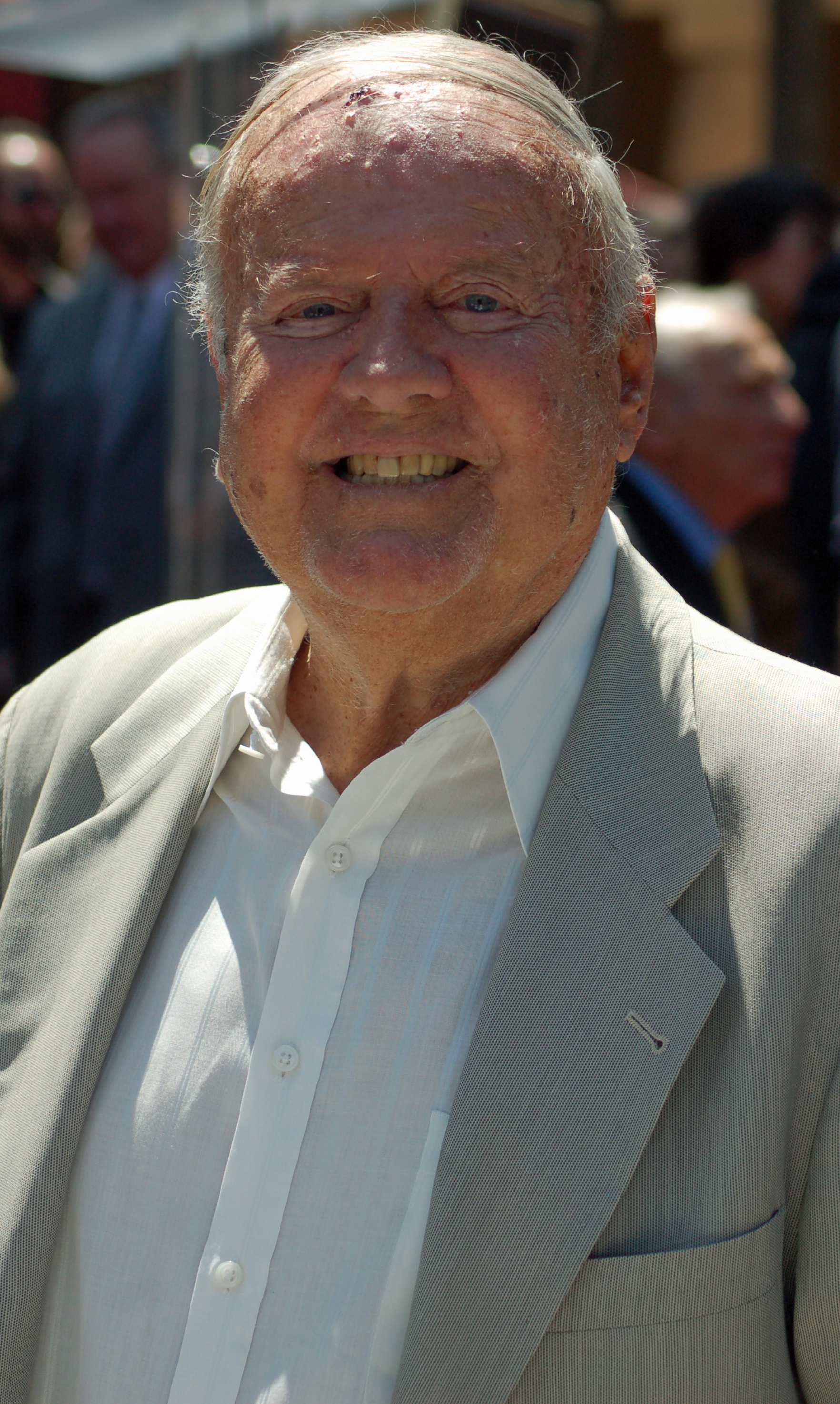
Dick Van Patten (2010)

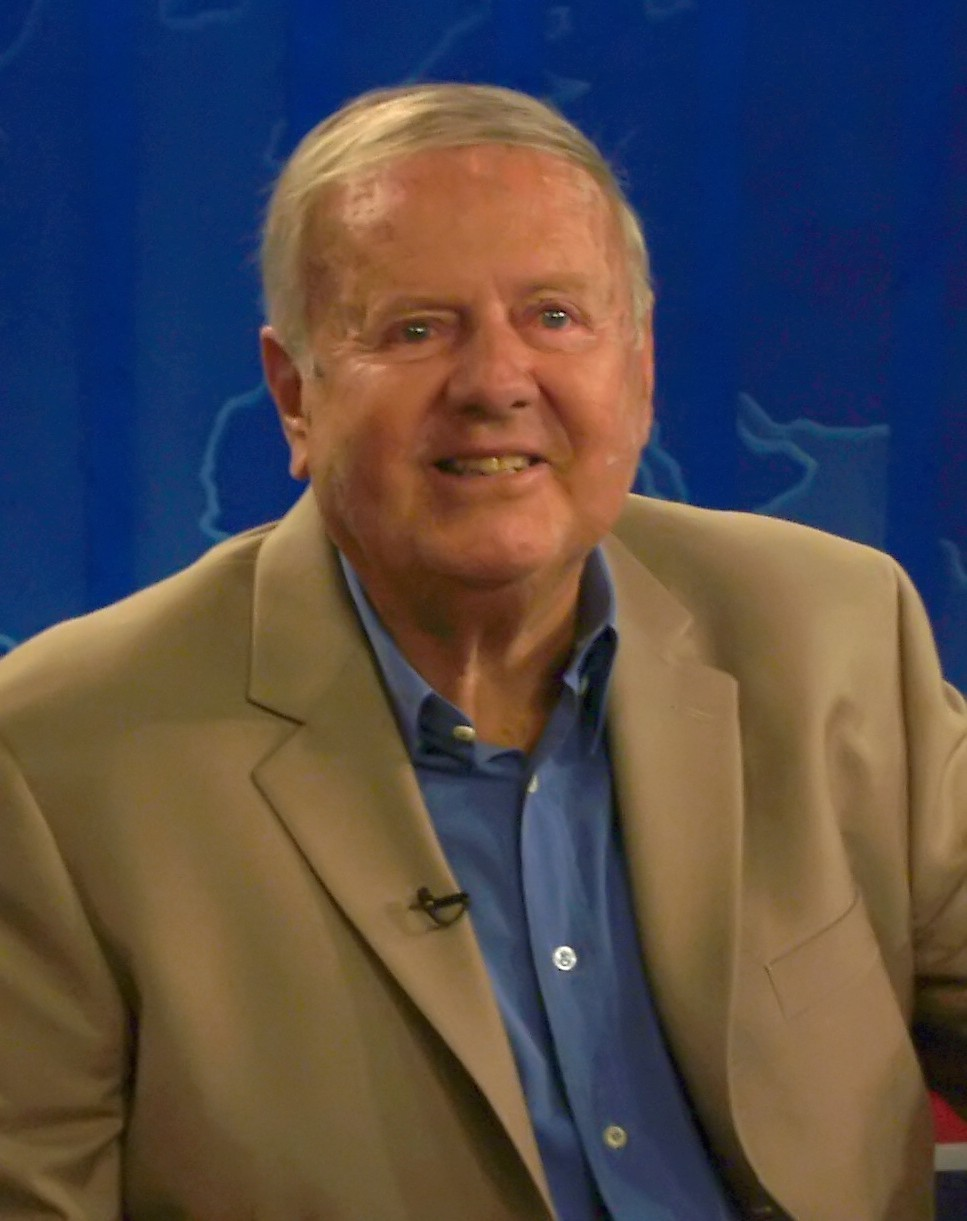
Dick Van Patten (2008)

Richard Vincent „Dick“ Van Patten (* 9. Dezember 1928 in New York City; † 23. Juni 2015 in Santa Monica, Kalifornien) war ein US-amerikanischer Schauspieler, Unternehmer und Tierschützer.
Van Patten war zudem der Mitbegründer von Natural Balance Pet Foods und der Inspirator des National Guide Dog Month.

## Leben
Dick Van Patten wurde 1928 im New Yorker Stadtteil Kew Gardens als Sohn von Josephine Rose (geb. Acerno), die in der Werbung tätig war, und dem Innenarchitekten Richard Byron Van Patten geboren. Seine Mutter war italienischer Abstammung, während sein Vater niederländische und englische Wurzeln hatte. Van Patten begann seine Arbeit im Kindesalter als Model und Schauspieler; so hatte er bereits im Alter von sieben Jahren sein Broadway-Debüt. An den New Yorker Bühnen trat er erfolgreich in einem Dutzend Theaterstücken vor dem Erreichen seines Teenager-Alters auf. Später zog er nach Hollywood und begann eine lange Karriere in Film und Fernsehen.
Durch seine Hauptrolle als Journalist Tom Bradford – einem Vater von acht Kindern – in allen 112 Folgen der Fernsehserie Eight Is Enough erlangte er Ende der 1970er-Jahre in den Vereinigten Staaten große Bekanntheit. Zeitgleich bekleidete er verschiedene Rollen in sechs Folgen der Fernsehserie Love Boat.
Van Patten trat in mehreren Filmen unter der Regie von Mel Brooks auf, darunter "Höhenkoller" (High Anxiety), "Spaceballs" und "Robin Hood – Helden in Strumpfhosen" (Robin Hood: Men in Tights). Außerdem hatte er Cameo-Auftritte in den Musikvideos zu "Smells Like Nirvana" und "Bedrock Anthem" von "Weird Al" Yankovic und in der Sendung "The Weird Al Show".
1999 und 2000 war er einer der Stars neben Hugh O’Brian, Richard Roundtree, Deborah Winters und Richard Anderson in der Miniserie Y2K – World in Crisis von Warren Chaney.
Er spielte die Rolle von "Jack Benson" in "Opposite Day" (2009). Von 1993 bis 1995 war er auch Kommentator der World Series of Poker.
Dick Van Patten war der ältere Bruder von Joyce Van Patten und somit der Onkel der Schauspielerin Talia Balsam. Sein jüngerer Halbbruder ist der Fernsehregisseur Tim Van Patten.
Im Jahr 1954 heiratete Van Patten die professionelle Broadway-Tänzerin Patricia „Pat“ Poole, die er bei der Jackie Gleason Show kennengelernt hatte. Sie lebten zusammen in Sherman Oaks, einem Stadtteil der Metropole Los Angeles. Gemeinsam bekamen sie drei Söhne, die alle Schauspieler wurden: Vincent Van Patten, Nels Van Patten und Jimmy Van Patten. Vincent ist mit der Schauspielerin Eileen Davidson verheiratet, Nels mit der Schauspielerin Nancy Valen.
Dick Van Patten starb im Juni 2015 im Alter von 86 Jahren an den Folgen von Diabetes in Santa Monica, Kalifornien.

## Ehrungen
Am 20. November 1985 wurde Dick Van Patten mit einem Stern auf dem Hollywood Walk of Fame geehrt. Im Jahr 2008 wurde ihm eine Goldene Palme auf dem Walk of Stars in Palm Springs, Kalifornien gewidmet.

## Filmografie (Auswahl)
- 1949–1956: Mama (Fernsehserie, 8 Folgen)
- 1958: Mike Hammer (Fernsehserie, eine Folge)
- 1959: Tausend Meilen Staub (Rawhide, Fernsehserie, Folge 1x06 Die Macht eines Pfluges)
- 1963: Violent Midnight
- 1968: Charly
- 1970: Arnie (Fernsehserie, 3 Folgen)
- 1970: Bezaubernde Jeannie (I Dream of Jeannie, Fernsehserie, Folge 5x26 Der Vetter aus Texas)
- 1971: Making It
- 1971–1972: Die Zwei von der Dienststelle (The Partners, Fernsehserie, 19 Folgen)
- 1972: Der Blob (Beware! The Blob)
- 1972: Sinola (Joe Kidd)
- 1972: Dreckiger kleiner Billy (Dirty Little Billy)
- 1972: Erbschaft in Weiß (Snowball Express)
- 1972–1974: The New Dick Van Dyke Show (Fernsehserie, 10 Folgen)
- 1972–1975: Medical Center (Fernsehserie, 3 Folgen)
- 1972–1976: Die Straßen von San Francisco (Fernsehserie, 4 Folgen)
- 1973: Westworld
- 1973: Cannon (Fernsehserie, Folge 2x18 Peggys letzte Party)
- 1973: … Jahr 2022 … die überleben wollen (Soylent Green)
- 1973: Superdad – Papa ist der Größte (Superdad)
- 1973–1983: Nachdenkliche Geschichten (Insight, Fernsehserie, 3 Folgen)
- 1974, 1976: Barnaby Jones (Fernsehserie, 2 Folgen)
- 1975: Robi Robi Robin Hood (When Things Were Rotten, Fernsehserie, 13 Folgen)
- 1975: Der Retorten-Goliath (The Strongest Man in the World)
- 1975: Die knallharten Fünf (S.W.A.T., Pilotfilm)
- 1976: Love Boat (The Love Boat, Pilotfilm)
- 1976: Gus
- 1976: Der Goldschatz der Matecumbe (Treasure of Matecumbe)
- 1976: Zotti, das Urviech (The Shaggy D. A.)
- 1976: Ein ganz verrückter Freitag (Freaky Friday)
- 1977–1981: Eight Is Enough (Fernsehserie, 112 Folgen)
- 1977: Höhenkoller (High Anxiety)
- 1978–1984: Love Boat (Fernsehserie, 6 Folgen)
- 1981: Hamburger Girls
- 1986: Picnic (Fernsehfilm)
- 1986: Mord ist ihr Hobby (Fernsehserie, Folge 2x16 Mord um Mitternacht)
- 1987: Eine super Familie (Eight Is Enough: A Family Reunion, Fernsehfilm)
- 1987: Mel Brooks’ Spaceballs (Spaceballs)
- 1988: Eine verhängnisvolle Erfindung (14 Going on 30, Fernsehfilm)
- 1988: Hochzeitsfieber (Going to the Chapel)
- 1988: Pippi Langstrumpfs neueste Streiche (The New Adventures of Pippi Longstocking)
- 1990–1991: Fernsehfieber (Fernsehserie, 14 Folgen)
- 1992: Cold Sweat (Final Embrace)
- 1993: Robin Hood – Helden in Strumpfhosen (Robin Hood: Men in Tights)
- 1994: Baywatch – Die Rettungsschwimmer von Malibu (Baywatch, Fernsehserie, Folge 4x22 Fracht aus Hongkong)
- 1996: For Goodness Snake II
- 1998: Steel Train (Evasive Action)
- 1999: Angel on Abbey Street
- 1999: Family Guy (Fernsehserie, Folge 1x07 Das Leben des Brian)
- 2004: Quiet Kill
- 2005: Arrested Development (Fernsehserie, 2 Folgen)
- 2005: Freezerburn
- 2006: Die wilden 70er (That ’70s Shows, Fernsehserie, Folge 8x10 Willkommen in der Hölle!)
- 2009: Opposite Day
- 2009: Sarahs Entscheidung
- 2011: Hot in Cleveland (Fernsehserie, Folge 2x22 Elkas Hochzeit)